# Emanuel Ungaro
Emanuel Maffeolit Ungaro (Aix-en-Provence, 13 de fevereiro de 1933 – 21 de dezembro de 2019) foi um estilista francês de origem italiana. Foi fundador de uma casa de alta costura que leva seu nome.
Geralmente considerado como o último grande costureiro, Ungaro aposentou-se em 2005.

## Carreira
Filho de um imigrante italiano, na época um modesto alfaiate do Midi, na França, é com ele que Emanuel Ungaro começa a aprender seu ofício.
Descobre Paris com a idade de vinte e dois anos. Posteriormente transfere-se para Barcelona, onde vai trabalhar com Cristóbal Balenciaga. Ungaro deve a sua formação a  Balenciaga, com quem  diz ter aprendido tudo, entre 1958 e 1965.
Em 1965, cria sua marca, que se distingue pelas misturas de estampados, pelas nuances vivas e pelos belos drapeados. Desde 1967, a loja principal de Emanuel Ungaro situa-se no 8e  arrondissement, na Avenue Montaigne, dentro do chamado "triângulo de ouro de Paris" (delimitado pelas  avenidas Montaigne, George V e  Champs-Elysées), onde se localizam as principais lojas do comércio de luxo.
À frente de uma das últimas maisons de costura independentes, comemora, em 1995, um quarto de século de costura, com seu estilo rico, florido e sensual. Ele se lembra: "Hoje todo mundo quer ser artista... Eu, depois que as operárias iam embora, varria o local, com vergonha de que soubessem que era eu mesmo quem fazia a limpeza..."
Em 1997 a marca foi vendida para o grupo italiano Ferragamo. Ungaro prefere então retirar-se. Deixa o mundo da moda parisiense em 26 de maio de 2004. Em 2005, a marca foi novamente vendida e entrou numa fase de refluxo, com a frequente troca de designers
Em 2009, as vendas da marca totalizaram cerca de duzentos milhões de dólares em perfumes e produtos das linhas menos caras vendidos na Ásia, mas a coleção de passarela tem sido deficitária há anos.
Atualmente a maison Ungaro está nas mãos do paquistanês Asim Abdulah. A marca permanece deficitária e, até 2010, registrava perdas não inferiores a seis milhões de euros por ano. Em 2010, depois de uma desastrosa passagem da atriz Lindsay Lohan pela área de criação da grife, Abdullah teria procurado Matteo Marzotto, ex-presidente da Valentino, mas a negociação não prosperou. Segundo o New York Post, Abdullah continuou à procura de um novo investidor, enquanto tentava trazer de volta Giambattista Valli, estilista da Ungaro até 2005.
Em 24 de setembro de 2012, foi anunciado que a marca retornaria à Semana da Moda de Paris na temporada  outono/inverno de 2013, sob o comando criativo de Fausto Puglisi, estilista siciliano que já vestiu Madonna, Beyoncé e a jornalista de moda Anna Dello Russo, consultor da Vogue japonesa. O retorno da griffe ao evento teria sido possibilitado por um acordo  entre  Abdullah, através de sua companhia de investimentos, Aimz, e o grupo italiano Aeffe (fundado em 1972, pela estilista italiana Alberta Ferretti), que já controla as marcas Alberta Ferretti, Moschino e Cacharel, entre outras. O acordo foi mais uma tentativa de revitalizar a Emanuel Ungaro, que desde 2005 teve mais de cinco diretores de criação - além da  polêmica  conselheira artística, Lindsay Lohan. Após o acordo, o grupo italiano ficou responsável pela produção e distribuição internacional das linhas feminina e de acessórios da Emanuel Ungaro. Fausto Puglisi foi indicado pelo presidente da Aeffe, Massimo Ferretti.
Ungaro morreu no dia 21 de dezembro de 2019, aos 86 anos.